# Meridian Air
La Meridian Air (in russo: МЕРИДИАН авиакомпания) è una compagnia aerea russa con la base tecnica all'Aeroporto di Mosca-Vnukovo (UUWW) nell'Oblast' di Mosca, in Russia.

## Storia
La compagnia aerea russa Meridian Air è stata fondata nel 1992 a Mosca, con la base tecnica all'aeroporto di Mosca-Vnukovo.

## Strategia
La compagnia aerea Meridian Air effettua i voli charter con la flotta degli aerei attrezzati per il trasporto VIP e business. La compagnia aerea è la proprietà della società russa Moscow Sky (in russo: Московское небо) specializzata nei voli charter con la base all'aeroporto moscovito Vnukovo. I voli nazionali della Moscow Sky sono effettuati principalmente con la flotta degli aerei Tupolev Tu-134 VIP della Meridian Air, invece all'estero la società opera sotto la bandiera austriaca come la International Jet Management con la flotta degli aerei Fokker 100 VIP.
L'aereo Gulfstream Aerospace Gulfstream G550 con capacità di 18 posti nella classe business operato dalla Meridian Air ha effettuato il 21 febbraio 2011 il primo volo charter transatlantico sulla rotta Mosca-Vnukovo (Russia) - New York-JFK (Stati Uniti) con un atterraggio di rifornimento a Keflavík (Islanda).
Nell'agosto 2013 la compagnia aerea ha aggiornato il certificato per poter effettuare i voli charter cargo con la sua flotta di business jet in Russia.

## Flotta

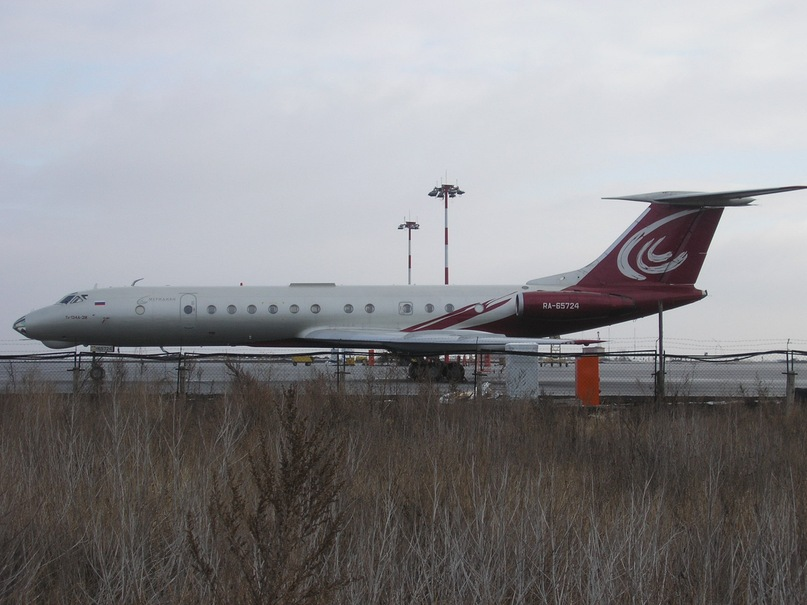
Tupolev Tu-134A-3M nella livrea Meridian Air all'aeroporto di Belgorod.

- 1 Gulfstream Aerospace Gulfstream G550
- 1 Gulfstream IV
- 3 Tupolev Tu-134A-3 [4]
- 2 Tupolev Tu-134A-3M [5][6]
- 3 Fokker 100 [7][8][9] in leasing dalla austriaca International Jet Management[10])

## Flotta storica
- British Aerospace BAe 125-700B
- Hawker Siddeley HS 125-700B
- Tupolev Tu-134B-3 (VIP con 10-30 posti)[11]